# اکسابی، گریده
اکسابی، گریده (به لاتین: Akçabey, Gerede) یک منطقهٔ مسکونی در ترکیه است که در استان بولی واقع شده‌است.

## خصوصیات
اکسابی ۹۶ نفر جمعیت دارد.